# Liêm Hoang-Ngoc
Liêm Hoang-Ngoc (Saigon, 11 dicembre 1964) è un economista e politico francese, eurodeputato del Partito Socialista Francese dal 2009 al 2014, poi fondatore del movimento Nouvelle Gauche socialiste con il quale ha aderito al Fronte di Sinistra nel 2015 e poi France Insoumise nel 2016 fino al 2018.

## Biografia

### Studi
I suoi genitori lasciano il Vietnam nel 1968 per installarsi ad Amiens, in Francia, dove segue gli studi prima di iscriversi all'università della Picardia.

### Carriera di economista
Nel 1990 riceve il premio Jacques Tymen dell'Association d'économie sociale.

### Carriera politica
Eurodeputato del Partito Socialista dal 2009 al 2014, fuoriesce dal partito nel 2015 ed entra in contatto con il Fronte di Sinistra, poi con la France Insoumise, per la quale è candidato alle elezioni legislative di giugno 2017 nella circoscrizione dell'Haute-Garonne, ottenendo il 48,1% dei voti al secondo turno senza essere eletto. Nel luglio 2018 abbandona FI in protesta con la composizione delle liste verso le successive elezioni europee.
Alle elezioni presidenziali del 2022 sostiene la candidatura del comunista Fabien Roussel.

## Pubblicazioni
- Salaires et emploi, une critique de la pensée unique, Syros, 1996 ISBN 978-2-84146-296-4
- La Facture sociale. Sommes-nous condamnés au libéralisme?, Arléa, 1998 ISBN 978-2-86959-398-5
- Politiques économiques, Éditions Montchrestien, 2000 ISBN 978-2-7076-1025-6
- Les Politiques de l'emploi, Le Seuil, 2000 ISBN 978-2-02-039619-6
- Refermons la parenthèse libérale!, Éditions La Dispute, 2005 ISBN 978-2-84303-115-1
- Vive l'impôt!, Grasset, 2007 ISBN 978-2-246-70741-7
- Le Fabuleux Destin de la courbe de Phillips, Presses universitaires du Septentrion, 2007 ISBN 978-2-85939-891-0, postface de Marc Lavoie
- 10+1 questions à Liêm Hoang-Ngoc sur la dette, Éditions Michalon, 2007 ISBN 978-2-84186-415-7
- Sarkonomics, Grasset, 2008 ISBN 978-2-246-73231-0
- Sous la crise, la répartition des revenus, Éditions La Dispute, 2009 ISBN 978-2-84303-180-9
- Coécrit avec Célia Firmin.
- Il faut faire payer les riches, Le Seuil, 2010 ISBN 978-2-02-102674-0
- Coécrit avec Vincent Drezet.
- Les « politiques de sortie » face aux déséquilibres macroéconomiques en Europe, Éditions La Dispute, 2011 ISBN 978-2-84303-205-9
- Les Théories économiques, petit manuel hétérodoxe, Éditions La Dispute, 2011 ISBN 978-2-84303-225-7
- Les Mystères de la Troïka, Éditions du Croquant, 2014 ISBN 978-2-36512-054-8, préface de Frédéric Lebaron
- La gauche ne doit pas mourir ! Le manifeste des socialistes affligés, Les liens qui libèrent, 2014 ISBN 979-10-209-0163-7
- Coécrit avec Philippe Marlière.
- Un insoumis devrait dire ça…, Éditions du Cerf, 2017 (ISBN 978-2-204-12072-2